# Милютино (Омская область)
Милютино — деревня в Называевском районе Омской области России. В составе Богодуховского сельского поселения.

## История
Основано в 1895 г. В 1928 г. деревня Милютина состояла из 173 хозяйств, основное население — русские. Центр Милютинского сельсовета Называевского района Омского округа Сибирского края.

## Население
| 1926 | 2002 | 2010 |
| ---- | ---- | ---- |
| 1019 | ↘211 | ↘180 |

Гендерный состав
По данным Всероссийской переписи населения 2010 года в гендерной структуре населения из 180 человек мужчин — 89, женщин — 91	(49,4 и 50,6 % соответственно)
Национальный состав
В 1928 г. основное население — русские.
Согласно результатам переписи 2002 года, в национальной структуре населения русские составляли 74 % от общей численности населения в 211 чел..